# Crims al Bàltic: Somnis

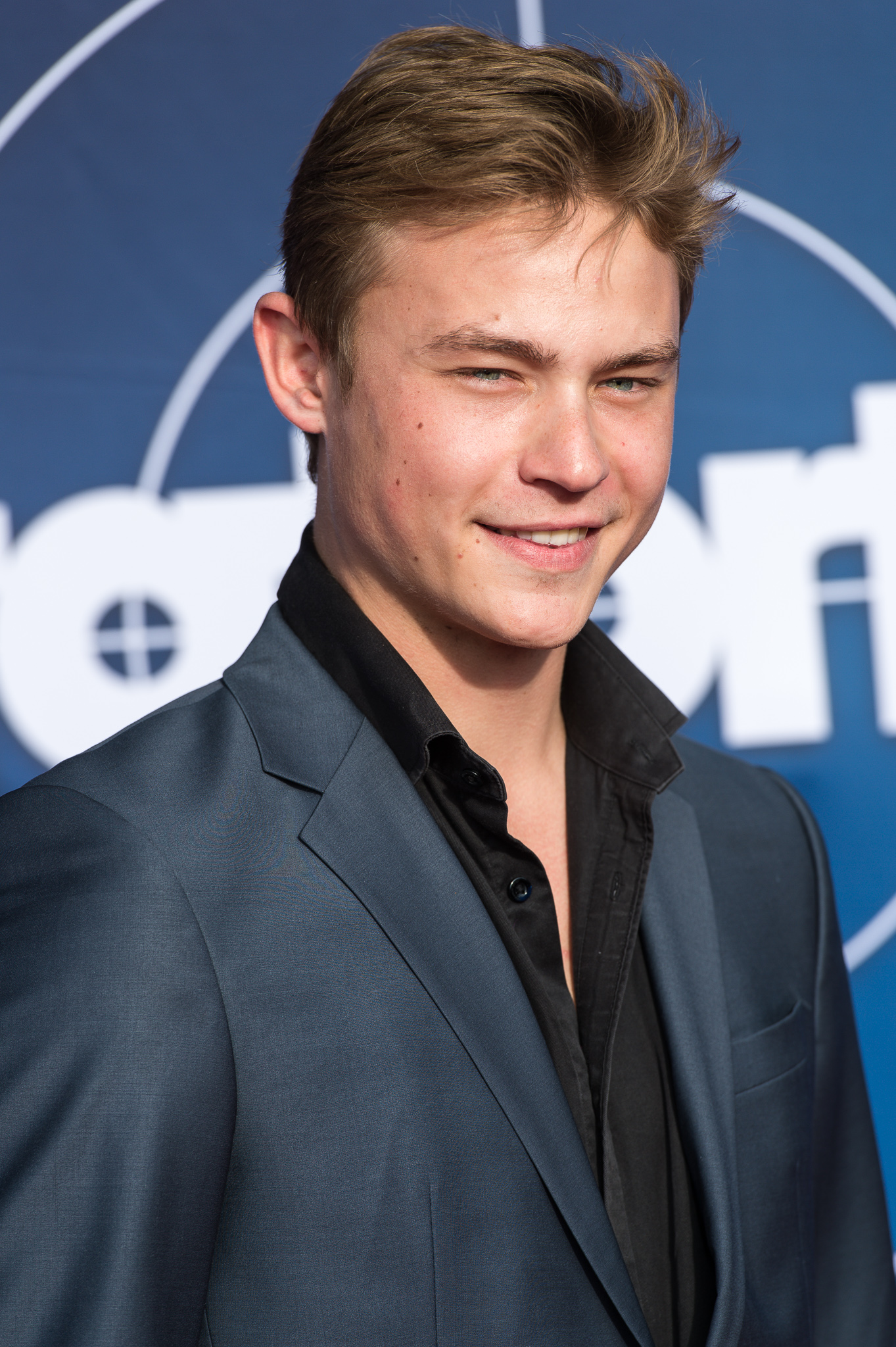
Dennis Mojen (en una imatge del 2015) interpreta el fill del contractista Michi Sievers.

Crims al Bàltic: Somnis (títol original en alemany, Der Usedom-Krimi: Träume) és un telefilm alemany de la sèrie de pel·lícules de ficció criminal Crims al Bàltic. Va ser produït per a Das Erste per Razor Film Production en nom d'ARD Degeto i NDR. Representa la desena entrega de la sèrie de pel·lícules i es va emetre per primera vegada el 14 de novembre de 2019 al canal Das Erste. S'ha doblat al català central per a TV3, que va estrenar-lo el 7 de gener de 2024.
La pel·lícula es va rodar del 5 de novembre al 6 de desembre de 2018 principalment a l'illa d'Usedom i a Berlín. Diverses gravacions van tenir lloc al moll de Bansin.
La primera emissió de la pel·lícula el 14 de novembre de 2019 va ser vista per 5,42 milions d'espectadors a Alemanya, la qual cosa correspon a una quota de mercat de 17,7%.

## Sinopsi
En Sascha Hoerne, un jove arquitecte d'Hamburg, apareix mort en un bosquet d'Usedom. Al primer cop d'ull, tot sembla indicar que ha estat víctima d'un robatori de cotxe amb resultat mortal. Però nombrosos indicis apunten que això és justament el que algú ha volgut fer creure. En Sascha era la mà dreta de l'exitós empresari immobiliari local Jörn Sievers, i estava a punt de casar-se amb la seva xicota Merle, embarassada i filla d'en Jörn Sievers. Els sospitosos són diversos, i també els possibles mòbils del crim. La comissària Ellen Norgaard s'encarrega d'investigar els fets, assistida com de costum per l'exfiscal Karin Lossow i pels col·legues de la policia polonesa.